# Henri d'Opole
Henri d'Opole (polonais : Henryk opolski) (né entre 1337 et le 18 aout 1338 –  entre 18 aout 1356 et le 23 octobre 1365), fut duc titulaire d'Opole conjointement avec ses frères et corégents de 1356 jusqu'à sa mort.

## Biographie
Henri est le 3e et plus jeune fils du duc Bolko II d'Opole et de son épouse  Elisabeth, fille du duc Bernard de Świdnica.
On connait peu de chose de son existence. Comme fils cadet il est destiné à une carrière ecclésiastique. Pendant la vie de son père, il est choisi comme  chanoine de la cathédrale de Wrocław. Après la mort du duc Bolko II en 1356, Henri et ses frères Ladislas Opolczyk et Bolko III héritent d'Opole conjointement comme corégents. Le pouvoir est exercé par l'ainé Ladislas  Opolczyk et le règne d'Henri formel.
À partir du 18 aout 1356 il cherche à intégrer le Chapitre de chanoines de la cathédrale de Prague. C'est la dernière information que l'on possède sur lui et il est possible qu'il meure peu après même si certains historiens reportent la date de sa mort jusqu'au 23 octobre 1365. Son lieu d'inhumation est inconnu.

## Sources
- (en) Cet article est partiellement ou en totalité issu de l’article de Wikipédia en anglais intitulé « Henry of Opole » (voir la liste des auteurs).
- (en) & (de) Peter Truhart, Regents of Nations, K. G Saur Münich, 1984-1988 (ISBN 359810491X), Art.  « Oppeln + Strelitz », p.  2.453-2454.
- (de) Europäische Stammtafeln Vittorio Klostermann, Gmbh, Francfort-sur-le-Main, 2004  (ISBN 3465032926),  Die Herzoge von Oppeln 1313-1532, und die Herzoge von Falkenberg 1313-1369 des Stammes der Piasten  Volume III Tafel 17.